# یانه خافر
یان اریک تاگه «یانه» خافر (سوئدی: Jan Erik Tage "Janne" Schaffer؛ زادهٔ ۲۴ سپتامبر ۱۹۴۵) موسیقی‌دان، ترانه‌پرداز و نوازندۀ گیتار اهل سوئد است. دلیل اصلی شهرت او نواختن گیتار برای گروه سوئدی آبا است اما او با هنرمندان دیگری چون باب مارلی، جانی نش و آرت فارمر هم همکاری نموده‌است. او در سال ۱۹۹۹ برندهٔ جایزه یادبود آلبین هاگستروم و در سال ۲۰۰۵ برندهٔ مدال ایلیس کواروم شد.
از فیلم‌هایی که وی در ساختِ موسیقی‌اش مشارکت داشته است، می‌توان به فلوسی اشاره کرد.